# Triglochin striata
Triglochin striata là một loài thực vật có hoa trong họ Juncaginaceae. Loài này được Ruiz & Pav. miêu tả khoa học đầu tiên năm 1802.